# Jesús Rosagro
Jesús Rosagro Sánchez (Murcia, España, 2 de diciembre de 1966) es un exfutbolista español que se desempeñaba como delantero.

## Clubes
| Club                       | País   | Año       |
| -------------------------- | ------ | --------- |
| Real Madrid Castilla C. F. | España | 1986-1989 |
| C. D. Logroñés             | España | 1989-1993 |
| Real Murcia C. F.          | España | 1993-1995 |